# Národní park Teluk Cenderawasih
Národní park Cenderawasih je největším mořským národním parkem Indonésie, který se nachází v zálivu Cenderawasih u poloostrova Ptačí hlava. Zahrnuje ostrovy Mioswaar, Nusrowi, Roon, Rumberpon a Yoop. Park chrání bohatý mořský ekosystém, žije zde na 150 druhů korálů, pro které se zvažuje zařazení parku do seznamu Světového dědictví UNESCO.

## Flora a fauna
Národní park rozlohou přesahuje 14 535 km2 a zahrnuje pobřežní ekosystémy a mangrovy (0,9 %), korálové útesy (5,5 %), ostrovní tropické lesní ekosystémy (3,8 %) a otevřené moře (89,8 %). Na ostrovech bylo zaznamenáno 46 druhů rostlin, z nichž dominují především druhy z rodu kolenovníků (Bruguiera) a kolíkovníků (Avicennia), palma Nypa fruticans, přesličník přesličkolistý (Casuarina equisetifolia) a vrcholák pravý (Terminalia catappa).
Korálový útes parku je součástí oblasti korálového trojúhelníku. Zaznamenáno zde bylo na 150 druhů korálů z patnácti čeledí, které žijí při pobřeží osmnácti zdejších ostrovů. Vyskytuje se zde například korálnatec modrý (Heliopora coerulea), trnatci (Antipatharia), papírník sloní (Mycedium elephantotus) či laločníci (Alcyonacea).
V národním parku žije více než 200 druhů ryb včetně klipkovitých (Chaetodontidae), sapínovitých (Pomacentridae), ploskozubcovitých (Scaridae) nebo králíčkovcovitých (Siganidae), ale též různé druhy žraloků včetně žraloka obrovského (Rhincodon typus). Nalézt zde lze i různé druhy měkkýšů, například zástupce čeledi Strombidae, rodu Lambis, tritonku indickou (Charonia tritonis) a největšího mořského mlže zévu obrovskou (Tridacna gigas).
V parku žijí také čtyři druhy želv, dále dugong indický (Dugong dugon) a kytovci (plejtvák obrovský, delfíni).

## Lidské osídlení
V parku je celkem 72 vesnic, které obývá na 14 000 lidí. Hovoří australonéskými jazyky ze skupiny Cenderawasih, mezi které se řadí jazyky Wandamen, Dusner, Meoswar, Roon a Yeretuar.

## Ochrana
Roku 1990 byla oblast vyhlášena mořskou přírodní rezervací. Národním parkem byla navržena o tři roky později a vyhlášena roku 2002.